# June Millington
June Millington (Manila, 14 de abril de 1948) es una guitarrista, compositora y productora filipina, nacionalizada estadounidense, reconocida por ser una de las fundadoras y guitarrista de la banda de rock Fanny, la cual permaneció activa entre 1970 y 1974. En una ocasión fue descrita por la revista Guitar Player como la guitarrista más sexy en la industria de la música. Millington también fue importante en la creación del género "women's music", además de ser co-fundadora y directora artística del Instituto para las Artes Musicales (IMA) en Goshen, Massachusetts.
Aparte de su etapa con Fanny, Millington también ha grabado algunos álbumes como solista y ha trabajado junto a otras artistas del género como Cris Williamson, Jackie Robbins, Holly Near y Tret Fure.

## Discografía

### Fanny
- Fanny (1970)[3]
- Charity Ball (1971)
- Fanny Hill (1972)
- Mother's Pride (1973)
- Fanny Live (1972)
- First Time in a Long Time: The Reprise Recordings (2002)

### Millington
- Ladies on the Stage (1977)

### Cris Williamson, Jackie Robbins y June Millington
- Live Dream (1978)

### June Millington
- Heartsong (1981)
- Running (1983)
- One World, One Heart (1988)

### June & Jean Millington
- Ticket to Wonderful (1993)
- Play Like a Girl (2011)

### Slammin' Babes
- Melting Pot (2001)